# Peter Schreier
Peter Schreier, född 29 juli 1935 i Meissen i Sachsen, död 25 december 2019 i Dresden, var en tysk operasångare (tenor) och dirigent. 

## Biografi
Schreier blev ledamot av Dresdner Kreuzchor efter att han flyttat till Dresden från Meissen år 1945. Han var en alt fram till 1951, när han kom i målbrottet, och han blev tenor. En inspelning finns med honom där han sjunger som en alt.
Schreier gjorde sin professionella sångdebut som en av de två fångarna i Beethovens Fidelio år 1959. Han hade framgång nästa år som Belmonte i Enleveringen ur Seraljen och Tamino i Trollflöjten, båda av Mozart.
På 1960-talet blev han hedersmedlem i Wiener Staatsoper och han gjorde många framträdanden där. 
Schreier hade en sångkarriär som varade i 46 år. Han var beundrad för sin sång av kompositörer som Bach, Mozart och Schubert, och för att ge föreställningar med dirigenter som Karl Böhm, Otmar Suitner, Herbert von Karajan och Nikolaus Harnoncourt. Han slutade sjunga opera år 2000 och avslutade sin sångkarriär i Prag 2005 som Evangelisten i Bachs Juloratoriet. 
Schreier var sedan 1970 även dirigent, känd för att ge verk av Mozart och Bach.
Schreier var ledamot av Kungliga Musikaliska Akademien i Sverige.